# Lake Rosseau
Lake Rosseau är en sjö i Kanada.   Den ligger på gränsen mellan District Municipality of Muskoka och Parry Sound District i provinsen Ontario, i den sydöstra delen av landet, 300 km väster om huvudstaden Ottawa. Lake Rosseau ligger 252 meter över havet.